# دورائمون: دایناسور جدید نوبیتا
دورائمون: دایناسور جدید نوبیتا (انگلیسی: Doraemon: Nobita's New Dinosaur) یک فیلم پویانمایی ژاپنی است که در سال ۲۰۲۰ منتشر شد. فیلمنامه توسط گنکی کاوامورا – تهیه‌کننده نام تو، پسر و دیو و فرزند آب‌وهوا است. این فیلم در ابتدا قرار بود در ۶ مارس ۲۰۲۰ در ژاپن اکران شود. با این وجود، به دلیل همه‌گیری کرونا ویروس در ژاپن، انتشار فیلم به ۷ اوت ۲۰۲۰ موکول شد.